# Єлімбетово (Стерлібашевський район)
Єлімбе́тово (рос. Елимбетово, башк. Йәлембәт) — село у складі Стерлібашевського району Башкортостану, Росія. Адміністративний центр Сарайсінської сільської ради.
Населення — 373 особи (2010; 400 в 2002).
Національний склад:
- башкири — 97 %

Уродженцем села є Султан-Галієв Мірсаїд Хайдаргалієвич (1892—1940) — радянський партійний і державний діяч, найбільш високопоставлений керівник з більшовиків серед мусульманських народів СРСР сталінського часу.
У селі похований Герой Радянського Союзу Хасанов Сафа Хузянович.